# Teșila, Prahova
Teșila este satul de reședință al comunei Valea Doftanei din județul Prahova, Muntenia, România. Localitatea este situată pe râul Doftana, la coada lacului de acumulare Paltinu, (acumularea Păltinoasa) în partea de nord, muntoasă, a județului.
Așezarea este atestată documentar în anul 1538. 
În 1861, era sat-reședință în comuna omonimă, situată în plaiul Prahova, având 203 familii și 180 de gospodării.